# Marissa (wieś)
Marissa – wieś w Stanach Zjednoczonych, w stanie Illinois, w hrabstwie St. Clair.